# Pučinska lignja
Pučinska lignja (lat. Loligo forbesi) atlantska je vrsta koja je jako rijetka u Mediteranu (osim najzapadnijeg dijela), a Jadran ne posjećuje osim možda u nekim sezonama krajnji jug.

## Opis
U nekim našim literaturama i magazinima govori se da u Jadranu obitavaju dvije vrste liganja roda loligo. 
Izgledom je gotovo identična običnoj lignji a najuočljivija razlika je u tome što su joj lovni krakovi tj. njihove pipci uski dok su kod naše lignje široki. Sve lignje uhvaćene u sportskom ribolovu u Hrvatskoj su loligo vulgaris. No ljudi se lako zbune iz razloga što se na otvorenom moru javljaju prije jesenske sezone i budu veće dok se u kanalima zadržavaju obično manji primjerci. Migracije jata liganja vjerojatno su povezane s temperaturom koja je u dubljim slojevima mora dosta jednolična. 
U jesenskom razdoblju temperatura mora smanjuje se te daje mogućnost lignjama da nastane obalni pojas koji je bogatiji i sigurniji od dubljeg sloja mora. Iako su lignje građene tako da mogu izdržati i najveći pritisak obalno područje od 30 do 70 metara je ipak puno bogatije lignjom nego li dublji slojevi mora do 500 metara dubine gdje se znaju spustiti.
Smatra se da se lignja hrani noću no vjerojatnije je da se noću hrani migrirajući u plići pojas. Iako su veliki predatori lignje predstavljaju jedan od glavnih izvora hrane morskim organizmima. Upravo lignja daje bitne sastojke prehrane bez kojega bi dupini te mnoge vrste riba poput morskih pasa, igluna, tuna imale manje mogućnosti preživljavanja. Također lignja kao dio prehrane obogaćuje reproduktivnu moć ribama te je poznato da se ženke oradi u jesenskom razdoblju kada proizvode jajašca hrane lignjama čija im se migracija poklapa s mrijestom. 

## Lignja u ljudskoj prehrani
Friška lignja vrlo je zdravo meso i za ljudsku prehranu, bogata je proteinima i mastima a od minerala sadrži kalcij, fosfor, željezo te vitamine A i B1. Testiranje svježine lignji vrši se dodirom kože čiji kromatofori moraju prilikom dodira promijeniti boju.

## Vanjske poveznice
- Riblje oko  Arhivirana inačica izvorne stranice od 8. veljače 2010. (Wayback Machine)